# Carlos Luis Spegazzini
Carlos Luis Spegazzini (né Carlo Luigi Spegazzini) né le 20 avril 1858 à Bairo en Italie et mort le 1er juillet 1926 à La Plata en Argentine, est un botaniste et mycologue argentin d'origine italienne.

## Biographie
Spegazzini se forme en Italie où il étudie la viticulture et l’ethnologie auprès de l'École Royale de Conegliano. Il se spécialise dans l'étude des champignons sous la direction de Pier Andrea Saccardo. Ses premières publications concernent les champignons parasites des raisins typiques de l'Italie du Nord.
En 1879, il s'installe en Amérique du Sud où il réalise des études sur les champignons et les plantes au Brésil, en Patagonie et à La Plata où sont conservés les documents originaux de ses études.
Spegazzini participe à l'expédition de Giacomo Bove en Patagonie jusqu'en Terre de Feu (1881-1882).
Entre 1896 et 1897 il découvre un rongeur en Argentine, que Oldfield Thomas décrit et nomme Akodon spegazzinii.